# Dasyandantha cuatrecasasiana
Dasyandantha es un género monotípico de plantas fanerógamas perteneciente a la familia de las asteráceas. Su única especie, Dasyandantha cuatrecasasiana, es originaria de Venezuela.

## Taxonomía
Dasyandantha cuatrecasasiana fue descrita por (Aristeg.) H.Rob. y publicado en Proceedings of the Biological Society of Washington 106(4): 778. 1993.
sinonimia
- Piptocarpha cuatrecasasiana (Aristeg.) V.M.Badillo
- Vernonia cuatrecasasiana Aristeg.[3]